# ジャン・ド・モンフォール
ジャン・ド・モンフォール （Jean (II) de Montfort、1294年頃 - 1345年9月26日）は、ブルターニュ公国の貴族。ブルターニュ公アルテュール2世と2度目の妃ヨランドの間に生まれ、母からモンフォール＝ラモーリー伯爵位を継承した。ドルー家出身で、彼の子孫はモンフォール家として続いた。

## 生涯
1341年、異母兄であるジャン3世が男子をもうけないまま死去した。後継に名乗りをあげたのは異母弟であるジャン・ド・モンフォール、そしてジャン3世の同母弟の娘ジャンヌ・ド・パンティエーヴルとその夫シャルル・ド・ブロワであった。シャルル・ド・ブロワはフランス王フィリップ6世の甥であり、王はもちろん甥を支持し、シャルルもフィリップ6世に臣従の誓いをしていた。
2派に分かれて争う戦争は、ブルターニュ継承戦争と呼ばれ20年続いた。この衝突はまた、「2人のジャンヌの戦争」（guerre des deux Jeanne）とも呼ばれていた。ジャンヌ・ド・パンティエーヴルと、ジャン・ド・モンフォールの妻ジャンヌ・ド・フランドルの対立が表面化したからである。
リモージュに隠されていたジャン3世の宝物を首尾よく手中にしたジャン・ド・モンフォールは、支持者とともにナントを押さえ、1341年には少数のブルターニュ貴族たちから「公爵」であると認識されていた。公爵家の金庫を開け、彼はレンヌ、ブレスト、オーレー、カンペール、サン＝ブリユー、ディナン、ヴァンヌを攻略するために傭兵たちを雇った。シャルル・ド・ブロワはその後、1341年9月にコンフラン（現在のコンフラン＝サントノリーヌ）での貴族裁判採決前に、王にモンフォールの召喚を訴えた。コンフランの決定で、ブルターニュ公は理論上はシャルル・ド・ブロワということになった。フィリップ6世は、リモージュ子爵領、フランス領内にあったモンフォール＝ラモリー伯領を没収した。
1341年10月、シャルル・ド・ブロワとノルマンディー公ジャン2世（後のフランス王ジャン2世）は軍を集結させブルターニュへ侵攻した。その後、3週間におよぶ包囲戦の末彼らは1341年11月21日のナントを含む多数の砦を落とした。ジャン・ド・モンフォールは身柄を拘束され、パリのルーヴル宮殿の獄につながれた。彼が不在の間、妻のジャンヌ・ド・フランドルが指揮をとって戦いを続行した。
1343年1月、教皇クレメンス6世を通じての休戦条約が平和をもたらし、ジャン・ド・モンフォールは自由になった。これは釈放ではなく、1345年3月に彼は逃亡したのである。イングランド王エドワード3世が提供した増強部隊と戦うこととなり、カンペールの包囲戦のさなか病を得、エンヌボンにて1345年9月に死んだ。ジャン・ド・モンフォールはブルターニュ公になれなかったが、同名の息子が1365年にブルターニュ継承戦争を終結させ、ブルターニュ公ジャン4世となった。

## 子女
1329年、シャルトルにてジャンヌ・ド・フランドル（ヌヴェール伯ルイ1世の娘、フランドル伯ルイ1世の姉）と結婚。2子をもうけた。
- ジャン4世（1339年 - 1399年）
- ジャンヌ（1341年 - 1402年） - ドライトンのラルフ・バセットの妻